# Karel Godefried z Rosenthalu
Karel Godefried rytíř z Rosenthalu (1. října 1738 Slavonice u Znojma – 25. května 1800) byl kanovníkem Metropolitní kapituly u svatého Václava v Olomouci a v letech 1778–1800 také světící biskup olomoucké diecéze.

## Životopis
V letech 1758–1762 studoval v římském Collegiu Germaniku, 4. října 1761 byl v Římě vysvěcen na kněze, o rok později promován doktorem filosofie a teologie. 
Od roku 1762 byl díky papežské provizi jmenován nesídelním kanovníkem olomouckým, za sídelního byl přijat roku 1773. 1. března 1778 byl jmenován titulárním biskupem kafarnaumským, konsekrován byl v Brně 25. března 1779.